# کوه البرت
کوه اِلبرت (به انگلیسی: Mount Elbert) قله‌ای به ارتفاع ۴٬۳۹۹ متر (۱۴٬۴۳۳ فوت) است که در شهرستان لیک در مرکز ایالت کلرادوی ایالات متحده آمریکا قرار دارد. این قله که بخشی از رشته‌کوه ساواچ از کوه‌های راکی را تشکیل می‌دهد بلندترین نقطه در کلرادو و مرتفع‌ترین قله در بخش آمریکایی کوه‌های راکی است. این کوه همچنین از نظر ارتفاع سومین مکان بلند در بین مرتفع‌ترین نقاط ۵۰ ایالت آمریکاست و تنها کوه‌های مک‌کینلی با ارتفاع ۲۰٬۳۲۰ فوت در آلاسکا و ویتنی با ارتفاع ۱۴٬۴۹۵ فوت در کالیفرنیا پیش از آن قرار دارند.
نام کوه البرت برگرفته از نام ساموئل هیت البرت، فرماندار کلرادو در سال ۱۸۷۳ است.
از آنجا که افراد بسیاری از این کوه بازدید می‌کنند مسیرهای پیاده‌روی زیادی نیز که به خوبی نگهداری می‌شوند در این کوه وجود دارد. نخستین صعود ثبت شده به قلهٔ البرت در سال ۱۸۷۴ و توسط اچ. دابلیو. استاکل صورت گرفته‌است.
شهرهای لیدویل، توئین لیکس و آسپن در نزدیکی کوه البرت قرار دارند و کوه مسیو با ارتفاع ۱۴٬۴۲۱ فوتی خود، دیگر کوه بالای ۱۴هزار پا در این رشته‌کوه است که در شمال البرت واقع شده‌است.